# Debreczeny György
Debreczeny György (Budapest, 1958. február 2. –) magyar író, költő.

## Élete
Első versét hetedikes-nyolcadikos tanulóként írta, középiskolai tanulmányai során pedig volt olyan időszak, amikor legalább napi egy verset írt, nagyalakú vonalas spirálfüzetébe, közülük néhány később kötetben is megjelent.
Közgazdasági szakközépiskolába járt, amikor elolvasta Benedek István Aranyketrec című könyvét. Elhatározta, hogy pszichiátrián fog dolgozni, és erről senki sem tudta lebeszélni. 16 évesen nyáron diákként dolgozott egy hónapot az Országos Ideg- és Elmegyógyászati Intézet férfi funkcionális idegosztályán, ősszel pedig nem folytatta a nemszeretem középiskolát, hanem elment segédápolónak a Pomázi Munkaterápiás Intézethez. Munka mellett végezte el az egészségügyi szakiskolát, s három év múlva, 1977-ben okleveles ideg- és elmeápoló lett.
Levelező tagozaton érettségizett 1980-ban. Dolgozott ápolóként az Alsóerdősor utcai Korányi Frigyes és Sándor Kórház Baleseti Belgyógyászati (népszerű nevén: Öngyilkos) osztályán, ahonnan 1982-ben Levél Domonkos Istvánnak c. verse miatt kirúgták, mert "szidta a Magyar Népköztársaságot". Később számos foglalkozása volt: újságkihordó, sajtóklub ügyeletes, telefonfülke takarító, hirdetésszervező, szakkönyvterjesztő. 1999-ben könyvtáros asszisztens képesítést szerzett az Országos Műszaki Információs Központ és Könyvtárban, 2003-ban pedig könyvtáros diplomát az ELTE Tanárképző Főiskolai Karán, 2004 ősze óta könyvtárosként dolgozik.
Első verse nyomtatásban 1977-ben jelent meg, első verseskötete viszonylag fiatalon, 24 éves korában látott napvilágot ellentétpárhuzamok címmel 1982-ben, a Kozmosz könyvek sorozatban. A második viszonylag hosszú idő, hét év után elodázható elégiák címmel, a Szépirodalmi Könyvkiadónál. Harmadik kötete, amelynek anyaga már 1987 végére készen volt, végül 2011-ben jelent meg a Syllabux Könyvkiadónál. A 90-es években keveset írt, alig publikált. 2000 óta ismét jelen van az irodalmi életben.

## Díjak, elismerések
- Lengyel József-ösztöndíj, 1987
- Bánkuti Miklós-díj, 2014
- NKA alkotói ösztöndíj, 2017, 2019
- X. Canon könyvnyomtatási pályázat díja verseskötet kategóriában, 2017

## Publikációi

### Kötetek
- Ellentétpárhuzamok. Kozmosz, 1982
- Elodázható elégiák. Szépirodalmi, 1989
- Sőt mi több. Syllabux, 2011
- Nincs karácsony. Syllabux, 2013
- Területtel őrzött kutya. Syllabux, 2014
- Csavarjuk le a tetejét! (Bistey András Hollókövy Vajk Csaba igaz története c. prózájával közös kötetben.) Nagy Lajos Kiadó, 2015
- Tértivevényes csillagok. Syllabux, 2015
- Két hang, tíz ujj (Nyírfalvi Károllyal közösen.) Vár Ucca Műhely, 2015
- Fáj is meg nem is. Syllabux, 2016
- Sötét lesz. AJ Téka Kiadó, 2017
- Szelektív üveghegyeken innen. Syllabux, 2017
- Lábjegyzet. Litera-Túra, 2018
- A zengőkövön szirmok zápora. AJ Téka Kiadó, 2018
- Ezen a szép napon: Thomas Bernhard breviárium. AJ Téka Kiadó, 2019
- Három menetben, kollázs nélkül. AJ Téka Kiadó, 2020

### E-könyvek
- Sőt mi több, Syllabux, 2012
- Nincs karácsony, Syllabux, 2013

### Kötetei a Magyar Elektronikus Könyvtárban
- Ellentétpárhuzamok http://mek.oszk.hu/19000/19021/index.phtml
- Elodázható elégiák http://mek.oszk.hu/19000/19022/index.phtml

### Antológiák
- Tűzpróba. Hungarotex, 1981
- ars. Ifjúsági Lapkiadó Vállalat, 1982
- Állapot. Fiatal Művészek Klubja, 1983
- Légyott: Bartók + Belkántó randevúja. Spanyolnátha, 2005
- Mégse légyott. Kékszakállú és Verizmo elmaradt randevúja. Spanyolnátha, 2006
- Légyott: B.artók + P.árizs. Spanyolnátha, 2007
- Madártávlat. Magyar Könyvtárosok Egyesülete, 2008
- Verstörténés. Irodalmi Jelen Könyvek, 2013
- Rondó a vadonban. Napkút Kiadó, 2013
- Gyimesi László köszöntése: 65. születésnapja alkalmából. Hungarovox, 2013
- 4 az 1-ben antológia, 2. köt.: Kiss Judit Ágnes, Simon Adri, Horváth Orsolya és Debreczeny György, Napsziget, 2013
- Világárnyék. Hét Krajcár, 2014
- Szerdahelyi LXXX. Mini Print, 2014
- Pengeélen. Nagy Lajos Kiadó, 2015
- Húszimádók. Spanyolnátha, 2015
- Antológia 2016. Litera-Túra Irodalmi és Művészeti Magazin, 2016
- Hogy hazataláljunk: Szepes Erika köszöntése. Nagy Lajos Kiadó, 2016
- Kedvesebb hazát. Nagy Lajos Kiadó, 2016
- Hangok és harangok. Litera-Túra Művészeti Kiadó, 2017
- Felemás korlát Nagy Lajos Kiadó, 2017
- Angyalhaj Litera-Túra Művészeti Kiadó, 2017
- Szavakból kazlat Litera-Túra Művészeti Kiadó, 2018
- Kaláka antológia, 2018
- Szavak könnyű szélben Litera-Túra Művészeti Kiadó, 2018
- Szószánkó : karácsonyi antológia Litera-Túra Művészeti Kiadó, 2018
- Újrahasznosított haza Nagy Lajos Kiadó, 2018
- Szerelmeskönyv Litera-Túra Kiadó, 2019
- Gondolatrajzok Litera-Túra Kiadó, 2019
- Szószitálás : karácsonyi antológia Litera-Túra Kiadó, 2019
- Csák Máté földjén Nagy Lajos Kiadó, 2019
- Kigondolt kabát Litera-Túra Kiadó, 2020
- Szóhalászok Litera-Túra Kiadó, 2020

### Recenziók köteteiről
- Tandori Dezső: Bemutatjuk Tábor Ádámot és Debreczeny Györgyöt Könyvvilág,1982. december (XXVII.évf. 12.sz.) 9.old.
- Iszlai Zoltán: Négyen a kozmosztól Magyar Nemzet 1983. április 24. 6. old.
- András László: Ellentétpárhuzamok : Debreczeny György versei Új Tükör 1983.05.01. (18. sz.) 2. old
- Bakonyi István: Szerencsés bemutatkozás : Debreczeny György első verskötete, Fejér megyei Hírlap 1983. július 20. 5. old.
- Csontos Sándor: Tizenhárom új költő Új Írás 1983. 10. sz. 106-112. old.
- Papp András: Debreczeny György: Ellentétpárhuzamok Jelenkor 1984. 1. sz. 95-96. old.
- Kulcsár Szabó Ernő: Új szenzibilitás felé : Pályakezdő költők a nyolcvanas években Jelenkor 1984. július-augusztus 709-716. old.
- Nyilasy Balázs: Pályakezdő költők 1982-83 (Bokor Levente: Befejezetlen mondat, Debreczeny György: Ellentétpárhuzamok, D. Németh István: Tájképek és történetek, Lezsák Sándor: Békebeli éjszaka, Verbőczy Antal: Kereszt-levél a századvégre, Györe Balázs: A jámbor Pafnutij apát keze vonása, Turcsány Péter: Tarisznya) Alföld 1984. 8. sz. 73-81. old..
- Farkas Daniella: Írunk-e még valaha verseket : Debreczeny György Sőt mi több c. kötetéről Irodalmi Jelen, 2012 január (123. sz.) 104-106. old. (online: http://www.irodalmijelen.hu/node/11817 (2011.11.17.) )
- Nyírfalvi Károly: Overground avantgárd? : Debreczeny György Sőt mi több c.kötetéről http://comitatusfolyoirat.blogspot.hu/2011/08/nyirfalvi-karoly-overground-avantgard.html (2011.08.31.)
- www.kello.hu: Területtel őrzött kutya Könyvkultúra magazin online https://www.kello.hu/magazine/konyvujdonsagok/tudomany/3000234248-debreczeny-gyorgy-1958--terulettel (2020.09.29.)
- Boldogh Dezső: Avantgárd karácsony [a nincs karácsony c. kötetről] (2014.02.20.) http://www.irodalmijelen.hu/2014-feb-20-2221/avantgard-karacsony
- Boldogh Dezső: Szövegterek köztes tartományai : Debreczeny György: Sőt mi több c. kötetéről http://holdkatlan.hu/index.php/bemutato/kritika/109-boldogh-dezso-szovegterek-koztes-tartomanyai (2014.05.24.)
- Vissza(igazolás) a feladónak – Debreczeny György: Tértivevényes csillagok (2015.12.17.) https://gittegylet.com/2015/12/17/visszaigazolas-a-feladonak-debreczeny-gyorgy-tertivevenyes-csillagok/
- Gyimesi László: Kiadó születik – vagy elbukik egy vakmerő kísérlet? : Jegyzetek a Nagy Lajos Irodalmi és Művészeti Társaság könyveiről Ezredvég, 2015. 6. sz. http://www.ezredveg.hu/html/2015_11_12/1511122.html (2015.12.06.)
- Boldogh Dezső: A döglött hal énekelni kezd (A Fáj is meg nem is c. kötetről) Irodalmi Jelen, http://www.irodalmijelen.hu/2017-aug-22-1129/doglott-hal-enekelni-kezd (2017.08.22.)
- Kustár György: Szórengeteg, rengeteg szó (Az ezen a szép napon c. kötetről Bárka online Olvasónapló http://www.barkaonline.hu/olvasonaplo/6856-szorengeteg--rengeteg-szo (2019.08.14.)
- Csokonai Attila: „áldom vagy verem a sors kezét?” (Debreczeny György: sötét lesz; szelektív üveghegyeken innen) Ezredvég 2019. 4. sz.
- Képes Gábor: Lábjegyzet a lábjegyzetről Ezredvég 2020. május-június (XXX. évf. 3. sz.) old. (online: http://ezredveg.hu/html/2020_05_06/2005062.html#kega (2020.05.06.)
- Batári Gábor: Két kiló Debreczeny a szellem magas polcáról : Nemcsak kenyérrel él az ember... hanem szellemi kolbásszal (a zengőkövön szirmok zápora és az ezen a szép napon c. kötetekről) Holdkatlan http://holdkatlan.hu/index.php/publicisztika/recenzio/9910-batari-gabor-ket-kilo-debreczeny-a-szellem-magas-polcarol-nemcsak-kenyerrel-el-az-ember-hanem-szellemi-kolbasszal (2020.08.09.)
- Tasnádi-Sáhy Péter: Azért ne essünk túlzásba – Debreczeny György Thomas Bernhard breviáriumáról Várad 2020. (XIX. évf.) 9. sz. 84. old.
- Nászta Katalin: Impressziók – két részletben (Debreczeny György: Három menetben, kollázs nélkül c. verskötete margójára) A harmadik napon a legnehezebb blog https://aharmadiknaponalegnehezebb.blog.hu/2020/11/11/debreczeny_gyorgy_harom_menetben_kollazs_nelkul (2020.11.14.)
- Café Főnix https://ujkafe.website/?p=93500 (2020.11.16.)

### Laudáció
- Szepes Erika: Laudáció Debreczeny György Bánkuti Miklós-díja mellé http://www.irodalmijelen.hu/2014-aug-4-1602/laudacio-debreczeny-gyorgy-bankuti-miklos-dija-melle (2014.08.04.)

### Tanulmány
- Szepes Erika: Örök avantgárd (Debreczeny György: Tértivevényes csillagok) Napút, 2016 március (XVIII. évf. 2. sz.) 76-88. old.